# اسم تفضيل
اسم التفضيل في اللغة العربية هو وصف مشتق من المصدر على وزن: أَفْعَل، ليدل -غالبًا- على أن شيئين قد اشتركا في صفة، وزاد أحدهما على الآخر فيها في تلك الصفة، مثل: أقبح، أغلى، أفضل، أقصر. فالغرض من صوغ اسم التفضيل إذن هو المفاضلة بين شيئين في معنى من المعاني، وبيان زيادة أحدهما فيه على الآخر، فإذا قلت: العلم أنفع من المال؛ فقد أفاد لفظ: أَنْفع (= أَفْعل) أن العلم والمال قد اشتركا في صفة هي: النفع، ولكن العلم قد زاد في هذه الصفة على المال. فكلمة «أنفع» اسم تفضيل، والعلم مُفضَّل، والمال مُفضَّل عليه.
وقد يكون التفضيل بين شيئين في صفتين مختلفتين، فيراد في هذه الحالة بيان أن أحد الشيئين قد زاد في صفة نفسه على الآخر في صفته، مثل: الصيف أَحَرُّ من الشتاء، أي أن الصيف زائد في حرِّه على الشتاء في برده. وقد لا يُراد باسم التفضيل المفاضلة، وإنما يراد به معنى اسم الفاعل أو الصفة المشبهة، كما في قوله تعالى: {وهو الذي يبدأ الخلق ثم يعيده وهو أهون عليه} الروم:27، فأهون في الآية بمعنى: هَيِّن؛ لأنه -سبحانه- ليس لديه هين وأهون بل كل شيء هين عليه، وإذا أُضيف اسم التفضيل إلى اسم معرّف ب«ال» فإنه لا يكتسب التعريف، وفقاً لقول الشاعر «ملكٌ أضلعُ البريّةِ ما يُوجد فيها لما لديه كفاء»، فكلمة أضلع هي إضافة لفظية لم تكتسب التعريف مع كلمة «البريّة».

## أوزانه
يأتي اسم التفضيل على وزن: أَفْعَل، ويُؤنث على: فُعْلَى، ويُثنّى على: أًفْعَلان للمذكر، وفُعْليان للمؤنث، ويُجمع على: أَفْعَلون أو أَفاعِل للمذكر، وعلى: فُعْليات أو فُعْل للمؤنث، مثل: أكْبر، كُبْرى، أكبران، كُبْريان، أكبرون وأكابر، كُبريات وكُبَر.

### شروط صوغ اسم التفضيل
لا يُصاغ أَفْعل للتفضيل إلا إذا توافرت ثمانية شروط هي:
1. أن يكون له فِعل، فلا يصاغ مما لا فعل له، مثل: لص.
2. أن يكون الفعل ثلاثيا مجرداً، فلا يصاغ من مثل: بعثر، استنصر.
3. أن يكون الفعل متصرفاً لا جامداً فلا يصاغ من مثل: عسى، ليس، بئس.
4. أن يكون معناه قابلا للتفاوت، فلا يصاغ من مثل: مات، غرق.
5. أن يكون تاماً، فلا يصاغ من الأفعال الناقصة مثل: كان، صار.
6. أن يكون الفعل مُثبَتاً غير منفي، فلا يصاغ من مثل: ما علم، ما نسي.
7. ألا يكون الوصف منه على وزن أفعل الذي مؤنثه فعلاء، فلا يصاغ مما دلّ على لون أو عيب ظاهر أو جمال ظاهر، مثل: خَضِر، عَوِر.
8. ألا يكون الفعل مبنيّاً للمجهول، فلا يصاغ من مثل: يُقَال، قُتِل.

## صوغه
يُصاغ اسم التفضيل من الفعل الثلاثي على وزن (أفعل) وذلك إذا استوفى الشروط الثمانية الآتية:
- ثلاثيًا (فلا يجوز الصياغة من فعل رباعي كـ«دحرج» بل نقول «أكثر تدحرجا من»، أو «أسرع تدحرجا من» ولا يجوز القول «أدحرج من»).
- تامًا (فلا يجوز الصياغة من فعل ناقص كـ«كان وأخواتها»).
- مثبتًا (فلا يجوز أن نصوغ اسم التفضيل من فعل منفي ففي جملة: «محمد لا يسرع كأحمد» تصاغ على وزن اسم التفضيل باستخدام اسم تفضيل مناسب فنقول: «محمد أكثر تمهلا من أحمد»).
- متصرفًا (أي ألّا يكون فعلًا جامدًا لا يتصرف كنعم وبئس وحبذا)
- . ألّا يكون دالًا على عيب خلقي أو لون أو زينة خلقية مثل الدعج وهو صغر المساحة البيضاء في العين.
- مبنيًا للمعلوم ليست الصفة منه على وزن (أفعل) الذي مؤنثه فعلاء كـ«أحمر حمراء» و«أسود سوداء» فلا تقل «سيارة محمد أحمر من سيارة علي» بل قل «سيارة محمد أكثر أو أشد حمرة من سيارة علي».
- قابلًا للتفاوت (أي أن يكون من الأفعال التي تقبل مفاضلة بعضها على بعض فهناك أفعال لا تقبل التفاوت كغرق ومات فلا نقول «فلان أغرق من فلان» أو «فلان أموت من فلان» فلا يمكننا التفاضل فيها
- يصاغ اسم التفضيل من الفعل إذا لم يستوف الشروط السابقة كلها بذكر مصدره منصوبا على التمييز بعد اسم على وزن (أفعل) مثل: أشد، أعظم، أكثر وما شابهها.

### تفصيل
- يصاغ على وزن «أَفعل» للدلالة على أن شيئين اشتركا في صفة وزاد أحدهما فيها على الآخر، مثل: كلاكما ذكي لكن جارك أَذكى منك وأَعلم.
- وقد يصاغ للدلالة على أن صفة شيء زادت على صفة شيء آخر، مثل: العسل أَحلى من الخل.
- اسم التفضيل لا يأتي على واحدة في مطابقته لموصوفه، وأحواله ثلاثة:

1. يُلازم حالة واحدة هي الإفراد والتذكير والتنكير حين يقارن بالمفضل عليه مجرورًا بمن مثل: الطلاب أكثر من الطالبات، أو يضاف إليه منكرًا مثل: الطالبات أسرع كاتبات.
2. يطابق موصوفه إن لم يقارن بالمفضل عليه سواء أعُرّف ب (ال) أم أضيف إلى معرفة ولم يقصد التفضيل مثل: نجح الدارسون الأقدرون.
3. إذا أُضيف إلى معرفة وقصد التفضيل جازت المطابقة وعدمها مثل: الطلاب أفضل الفتيان = أفاضلهم.

### ملاحظة عن الجمع والتأنيث
مؤنث افعل هو فعلى أما جمع مذكره السالم فهو افعلون وأما جمع مؤنث فعلى السالم فهو افعلات أما جمع التكسير من أفعل فهو أفاعل

### عمله
- أغلب اسم التفضيل رفع الضمير المستتر مثل: أخوك أحسن منك. ففي أحسن ضمير مستتر هو يعود على المبتدأ.
- وقد يُرفع الاسم الظاهر أحيانًا مثل هذا التركيب: ما رأيت رجلًا أحسن في عينيه الكحل منه في عين زيد، وهو تركيب مشهور في كتب النحاة وظاهر ان اسم التفضيل فيه مسبوق بنفي ومرفوعه أجنبي عنه وهو مفضل مرة (الكحل في عين زيد) ومفضل على نفسه مرة (الكحل في عين غير زيد).

## أمثلة قرآنية جاء فيها اسم التفضيل
جاء (اسم التفضيل) في مواضع عديدة في القرآن الكريم على بابه، أي مراد منه المفاضلة بين أمرين، زاد أحدهما على الآخر في الصفة المُفَاضَل فيها. وهذه أمثلة على ذلك:
- قوله سبحانه: {ورحمة ربك خير مما يجمعون} (الزخرف:32)، (الخيرية) هنا فيها معنى التفضيل، قال الآلوسي: «وثبوت أصل الخيرية لما يجمعه الكفار، كما يقتضيه (أفعل التفضيل)؛ إما بناءً على أن الذي يجمعونه في الدنيا قد يكون من الحلال الذي يُعد خيراً في نفس الأمر. وإما أن ذلك وارد على حسب قولهم ومعتقدهم أن تلك الأموال خير».
- قوله سبحانه: {أنا أكثر منك مالا وأعز نفرا} (الكهف:43)، {أكثر} و{أعز} اسما تفضيل في الآية على معنى (التفضيل) الحقيقي. والمعنى: أنا أكثر منك مالاً، وأعز منك نفراً.
- قوله تعالى: {ليكفر الله عنهم أسوأ الذي عملوا ويجزيهم أجرهم بأحسن الذي كانوا يعملون} (الزمر:35)، {أسوأ} و(أحسن) اسما تفضيل، و(التفضيل) على ما قال الزمخشري؛ للدلالة على أن الزلة المكفرة عندهم هي الأسوأ لاستعظامهم المعصية مطلقاً لشدة خوفهم، والحسن الذي يعملونه عند الله تعالى هو الأحسن لحسن إخلاصهم فيه.